# Wespe
Wespe (Sdkfz 124 ou, em alemão: Leichte Feldhaubitze 18 auf Fahrgestell Panzerkampfwagen II, em português: obus leve de campanha 18mm sobre [chassi] de carro de combate Pzkpfw II) foi um veículo de artilharia auto-propulsada da Wehrmacht desenvolvido e usado durante a Segunda Guerra Mundial. Foi baseado no tanque Panzer II.
Em 1940, durante a Batalha da França, era aparente que o principal tanque das forças alemãs,
o Panzer II, era um veículo inapropriado para combate direto; tinha armamento e blindagem fracos.
Assim, quando a necessidade de um veículo de artilharia móvel, o Panzer II era uma escolha natural,
eliminando veículos da linha de frente e estendendo sua utilidade.
O design do Wespe foi criado pelas empresas Alkett, Rheinmetall e MAN, e era baseado nos chassis (Ausf. F) do Panzer II. A produção do veículo foi efetuada em várias fábricas, principalmente na Polônia. O processo de conversão em si se mostrou relativamente simples, envolvendo a recolocação das torretes do Panzer II com um obus de 105mm e um escudo para o canhão.
O Wespe foi visto pela primeira vez em 1943 no Fronte Oeste, e mostrou tanto sucesso que Hitler ordenou que toda a produção de Panzers II fossem reservadas somente para o Wespe, deixando fora outros projetos como o Marder II.
O Wespe permaneceu em produção de fevereiro de 1943 até meados de 1944, quando as forças 
soviéticas capturaram fábricas alemãs na Polônia. Por esse tempo tinham sido produzidos 662, mais           
158 adicionais desarmados, utilizados para carregar munição